# Michael Biehn
Michael Connell Biehn (født 31. juli 1956 i Anniston i Alabama) er en amerikansk skuespiller.
Michael Biehn fik sit store gennembrud i og er fremdeles bedst kendt fra James Camerons The Terminator (1984), hvor han portrætterer hovedrollen Kyle Reese. Han er også med i to andre Cameron-filmer, Aliens (1986) og The Abyss (1989), hvor han endnu engang spiller hovedroller. Han har også været med i andre kendte film, som Tombstone (1993), The Rock (1997) og Planet Terror (2007). Han har udover dette en lille cameorolle i Director's Cut på DVD-udgivelsen af Terminator 2: Judgment Day (1991).
Han var også i diskussioner om en rolle i Avatar (2009), endnu en James Cameron-film, men Cameron følte at at have både Biehn og Sigourney Weaver i filmen ville minde mange for meget om Aliens, hvor de to spillede hovedrollerne.

## Udvalgt filmografi
- 2011 - Take Me Home Tonight .... Bill Franklin
- 2007 - Planet Terror .... Sheriff Hague
- 2005 - Havoc .... Stuart Lang
- 2000 - The Art of War .... Robert Bly
- 1996 - The Rock .... Commander Charles Anderson
- 1993 - Tombstone .... Johnny Ringo
- 1990 - Navy Seals .... Lt. James Curran
- 1989 - The Abyss .... Lt. Hiram Coffey
- 1988 - Det syvende tegnet .... Russell Quinn
- 1986 - Aliens .... Cpl. Dwayne Hicks
- 1984 - The Terminator .... Kyle Reese